# Jokers Wild
Jokers Wild (titre original : Jokers Wild) est un roman écrit par sept auteurs différents sous la direction de George R. R. Martin qui contribue également à l'écriture, en compagnie de Leanne C. Harper, Lewis Shiner, John J. Miller, Edward Bryant, Melinda Snodgrass et Walton Simons (en). Ce roman est paru en novembre 1987 en version originale aux éditions Bantam Spectra puis a été traduit en français et a paru le 1er juillet 2015 aux éditions J'ai lu dans la collection Nouveaux Millénaires.
Jokers Wild est le troisième volume de la saga uchronique Wild Cards mettant en scène des super-héros dans un XXe siècle où, le 15 septembre 1946, un virus extra-terrestre capable de réécrire l’ADN humain est libéré au-dessus de New York et décime 90 % de la population qu'il touche. Les rares survivants épargnés possèdent des super-pouvoirs, on les appelle « As », tandis que les autres sont victimes de difformités plus ou moins avancées, on les appelle « Joker ».
À l'inverse des deux premiers volumes qui sont des recueils de nouvelles, ce troisième tome est un roman présentant la particularité d'avoir un auteur dédié à chacun des personnages principaux et écrivant ses aventures, George R. R. Martin étant chargé en plus de son personnage de relier l'ensemble.

## Personnages principaux
- Bagabond, créé et narré par Leanne C. Harper
- Fortunato, créé et narré par Lewis Shiner
- Jennifer Maloy (Spectrale), créé et narré par John J. Miller
- Jack Robicheaux (Jack l'Égout), créé et narré par Edward Bryant
- Roulette, créé et narré par Melinda Snodgrass
- James Spector (Trépas), créé et narré par Walton Simons (en)
- Hiram Worchester, créé et narré par George R. R. Martin

## Éditions
- Jokers Wild, Bantam Spectra, novembre 1987, 376 p.  (ISBN 0-553-26699-3)
- Jokers Wild, J'ai lu, coll. « Nouveaux Millénaires », 1er juillet 2015, trad. Henry-Luc Planchat, 507 p.  (ISBN 978-2-290-06109-1)
- Jokers Wild, J'ai lu, coll. « Science-fiction » no 11867, 13 septembre 2017, trad. Henry-Luc Planchat, 633 p.  (ISBN 978-2-290-06865-6)